# Albor Tholus
Albor Tholus är en slocknad vulkan inom området Elysium Planitia på Mars. Berget ligger söder om de intilliggande Elysium Mons och Hecates Tholus. Albor Tholus är 4,5 kilometer högt och har en diameter på 160 km vid sin bas. Dess kaldera har en diameter på 30 kilometer och är 3 kilometer djup. Utforskning genomförd av Mars Express upptäckte att vulkanerna i området varit aktiva under långa perioder.